# Dud Karbunara
Dud Karbunara, także Baba Dud Karbunara (ur. 3 maja 1842 w Beracie, zm. 19 grudnia 1917 tamże) – albański polityk i działacz niepodległościowy, duchowny prawosławny.

## Życiorys
Był synem złotnika Theodhora Karbunary i Aleksandry z d. Truja. Pochodził z jednej z najbardziej wpływowych rodzin w Beracie. Uczył się w greckojęzycznej szkole powszechnej, a następnie w Korfu. Naukę kontynuował w gimnazjum włoskim w Trieście, skąd przeniósł się do Stambułu. W 1879 spotkał się z działaczem niepodległościowym Hoxhą Tahsinem, który wprowadził go do stowarzyszenia, wydającego w Stambule książki w języku albańskim. W tym czasie współpracował blisko z Kostandinem Kristoforidhim. W latach 1878–1881 był przedstawicielem Ligi Prizreńskiej w stolicy Imperium Osmańskiego.
Po upadku Ligi Prizreńskiej działał na rzecz tłumaczenia Biblii na język albański. W latach 1900–1903 pracował jako nauczyciel w okręgu Berat. W czasie rewolucji młodotureckiej współtworzył w Beracie albański klub patriotyczny, którego został wiceprzewodniczącym. Dwa lata później został wybrany radnym prefektury w Beracie i zajął się organizowaniem szkół albańskich na tym terenie. W 1906 został aresztowany, a jego dom w Beracie został spalony.
W 1912 został wybrany delegatem prefektury Berat na zgromadzenie we Wlorze, które uchwaliło deklarację niepodległości. W 1913 współpracował z ministrem edukacji w organizowaniu sieci szkół z językiem albańskim, był także dyrektorem szkoły w Beracie. Aresztowany przez władze osmańskie za działalność wywrotową, w 1905 został skazany na 3 lata więzienia. Zmarł w 1917 w nędzy. Pochowany w kościele św. Jerzego w Beracie. W dwudziestą rocznicę śmierci, w 1937 w Beracie odsłonięto jego pomnik, dłuta Dhimitra Çamiego.
Pośmiertnie od władz komunistycznej Albanii otrzymał tytuł Nauczyciela Ludu (Mesues i Popullit). Imię Karbunary nosi szkoła pedagogiczna w Beracie i ulica w Fierze.